# Književna omladina Srbije
Književna omladina Srbije iz Beograda je institucija koja postoji skoro 40 godina na polju kulture i književnosti, gde se mladi pisci i drugi kreativni ljudi organizuju i svestrano deluju na razvoj umetnosti, pre svega književnosti.
Organizacija i izdavačka delatnost Književne omladine Srbije je institucija i stecište mladih i perspektivnih autora željnih promocije svojih ideja, dela i projekata.
Svoja prva književna dela i radove objavilo je većina velikih književnih imena, kao što su David Albahari, Svetislav Basara, Vladeta Jerotić, Isidora Bjelica, Milovan Danojlić, Edvard Strahura, Boris Lazić, Kosta Čavoški, Аna Atanasković i mnogi drugi.
Književna omladina Srbije neguje isključivo domaću književnost i afirmiše prvenstveno kvalitetna književna dela mladih autora, pri čemu je poznata po jedinstvenoj ediciji prve knjige "Pegaz", pokrenutoj 1974, u okviru koje se svake godine dodeljuje Povelja Pegaz za najbolja dela iz oblasti poezije i proze.

## Spoljašnje veze
- Sajt Književne omladine Srbije

1. ↑  "Borba", 25. dec. 1986, str. 10